# Thalassinidae
Thalassinidae is een familie van kreeftachtigen uit de klasse van de Malacostraca (hogere kreeftachtigen).

## Geslacht
- Thalassina Latreille, 1806